# Samy Naceri
Pour les articles homonymes, voir Naceri.
Ne doit pas être confondu avec le footballeur français Samir Nasri et le footballeur tunisien Sami Nasri.
Saïd Naceri, dit Samy Naceri, né le 2 juillet 1961 à Paris 4e (Seine), est un acteur franco-algérien. Révélé par le film Raï en 1995, il atteint la notoriété avec le rôle de Daniel Morales dans la saga cinématographique Taxi, de Gérard Pirès et Gérard Krawczyk. Ces films lui permettent de devenir une vedette dans les années 1990 et 2000. 
Parallèlement à cette saga, il obtient également des rôles dans des films tels que Le Petit Poucet (2001), Nid de guêpes (2001), La Mentale (2002) ou Indigènes (2006) pour lequel il obtient le prix d'interprétation masculine au Festival de Cannes.
En juin 2025, il participe au Festival du film de Sotchi avec Frédéric Diefenthal.

## Biographie

### Enfance
Saïd Naceri naît le 2 juillet 1961 à l'hôpital Hôtel-Dieu dans le 4e arrondissement de Paris, d'une mère française, originaire de Normandie, et d'un père algérien. Élevé dans un logement modeste rue Saint-Martin avec ses six frères et sœurs, dont Larbi Naceri, dit « Bibi Nacéri », devenu acteur et scénariste, il déménage ensuite avec sa famille dans le quartier « difficile » de la ZUP du Val de Fontenay, à Fontenay-sous-Bois. Il se met alors à manquer très souvent l'école, si bien que ses parents l'envoient en internat à Montlhéry, puis dans divers établissements, toujours en internat. Son père l'emmène finalement travailler avec lui sur les chantiers.

### Vie professionnelle
Olivier Dahan lui donne son premier grand rôle dans Frères : La Roulette rouge, téléfilm pour la chaîne Arte, dans la série Tous les garçons et les filles de leur âge. Puis Thomas Gilou lui confie le rôle de Nordine dans le film Raï, aux côtés de Manu Layotte. Samy Naceri récolte alors deux prix d'interprétation, le prestigieux Léopard de bronze au Festival international du film de Locarno et une mention spéciale au Festival du film de Paris, le film Raï obtenant pour sa part Le léopard d'or du long métrage. Une trentaine de films et téléfilms s'ensuivront.
Samy Naceri rencontre Luc Besson lors du tournage de Léon (1994), dans lequel le jeune acteur tient le rôle d'un policier encagoulé du Swat. Ils se croisent à nouveau lors du tournage du clip du groupe IAM : Nés sous la même étoile.

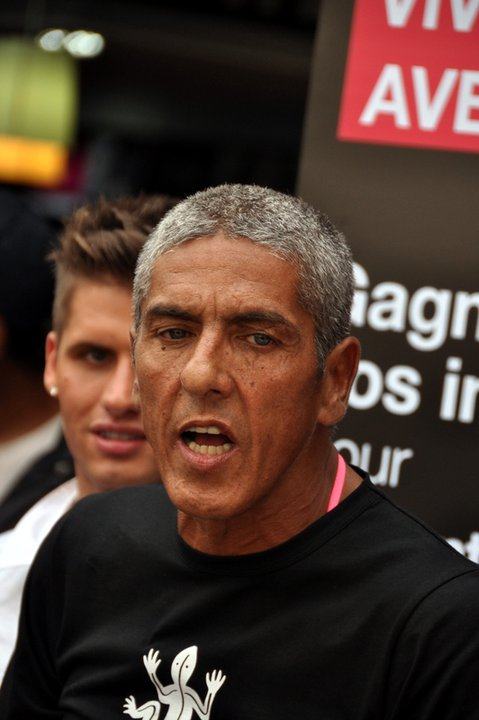
Samy Naceri au Festival de Cannes 2011.

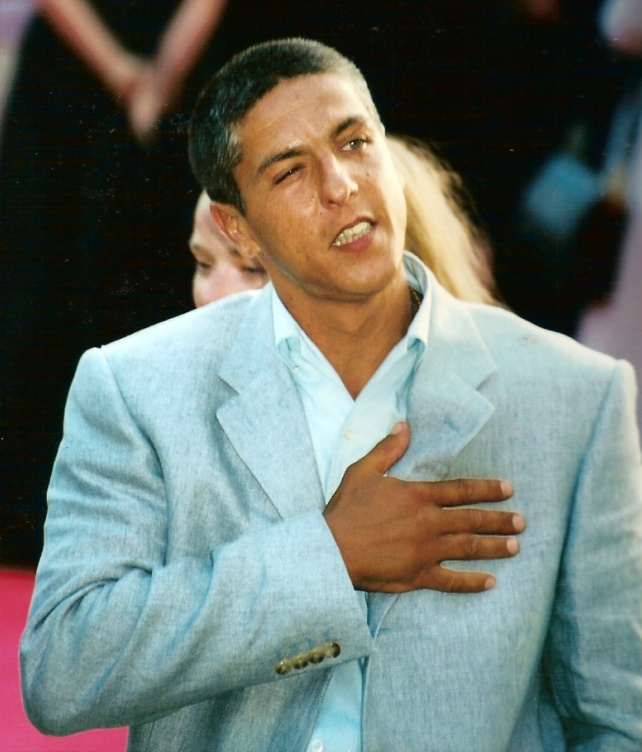
Samy Naceri au festival de Cannes 2000.

Besson confie à l'acteur le rôle de Daniel Morales, un jeune chauffeur de taxi de Marseille qui se passionne pour les voitures puissantes et la vitesse, accompagné de Marion Cotillard, dans le rôle de sa petite amie. C'est le rôle qui fera connaître Samy Naceri du grand public. Le film Taxi (1998) atteint 12 millions d'entrées. Ce succès permet et annonce la production de Taxi 2 (2000), Taxi 3 (2003) et Taxi 4 (2007). Samy Naceri joue également le rôle d'un militaire kabyle dans Là-bas... mon pays d'Alexandre Arcady.
En 2006, Rachid Bouchareb lui propose le rôle de Yassir dans le film Indigènes, qui lui vaudra à lui et à ses partenaires (Jamel Debbouze, Roschdy Zem, Sami Bouajila et Bernard Blancan) le Prix d'interprétation masculine au Festival de Cannes. Le film est un succès, avec 3,2 millions d'entrées, tout en étant acclamé par la critique. Des problèmes de santé et les ennuis judiciaires  rendent sa présence à l'écran plus rare dans les années qui suivent. 
En 2012, de retour devant les caméras, Sami participe à la comédie Tip Top de Serge Bozon, aux côtés d'Isabelle Huppert, Sandrine Kiberlain et François Damiens, où son étreinte sado-maso avec Isabelle Huppert est l'un des sommets du film,. Cette comédie est sélectionnée à la Quinzaine des réalisateurs du festival de Cannes 2013.
Il incarne le rôle de Murph dans la pièce de théâtre L'Indien cherche le Bronx d'Israël Horovitz en 2014, au Théâtre du Gymnase, en province, ainsi que dans de multiples festivals, notamment à Cayenne en Guyane.
En 2015, il joue pour une jeune réalisatrice, Sandra Kobanovitch, le rôle d'un ancien détenu en réinsertion dans le court-métrage Heliopsis. Il figure dans le clip Goodkat de Niro.
En 2016, il joue dans le film La pièce de Wati B, où il incarne « le prof », tandis que sa chanson Bloc de béton figure dans la B.O du film.
En 2017, il joue dans une scène, coupée au montage, du film Alibi.com,[source insuffisante]. La même année, il est en tête d’affiche du court métrage Je voulais te dire,.
En 2018, il est à l'affiche du film québécois Identités.
En 2019, il apparaît dans la série Olivia, qui a pour tête d'affiche Laetitia Milot.
En 2021, il joue dans Les Méchants de Mouloud Achour et Dominique Baumard.
Le 4 février 2022, il est au casting du téléfilm Menace sur Kermadec avec Claire Keim, diffusé sur France 2,.

### Vie privée
Samy Naceri est originaire de Paris, il a grandi dans un quartier à la ZUP de Fontenay-sous-Bois. Entre 1984 et 2011, l'acteur est allé plusieurs fois en prison à la suite de divers délits. En 2013, il dit se donner une seconde chance : « La prison est derrière. Ce n'est pas rien, mais on s'habitue à tout. […] Je ne vais pas pleurer pour ma petite prison. Dans certains pays, la taule est bien plus traumatisante. On peut se remettre de tout, il suffit juste de croire en Dieu et d'avancer. [...]. La vie m'a donné une seconde chance. Depuis trois ans, je sème des pierres et j'ai l'impression que chaque matin que Dieu fait, des choses se passent dans mes rencontres. ».
Il a un fils Julian, né le 1er août 1994.
En 2024, il révèle sa relation avec Sofia Athena, jeune comédienne née en 1994.

## Prises de position
Le 15 octobre 2005, Samy Naceri participe à l'enregistrement de l'émission Tout le monde en parle pour France 2. Pendant son entrevue avec l'écrivain Salman Rushdie, l'animateur Thierry Ardisson pose une question au sujet de la fatwa de 2,8 millions de dollars dont il a été frappé après la parution de son ouvrage Les Versets sataniques. Présent sur le plateau, Samy Naceri aurait alors déclaré à Rushdie : « Pour 50 balles, moi, je te fume. » d'après le journal Le Point. Interrogé, Ardisson déclare que Samy Naceri « ne l'a jamais menacé de mort » mais confirme qu'il a été très agressif envers l'auteur britannique et qu'il a coupé plusieurs extraits lors du montage de l'émission. À la suite de cet incident, l'acteur aurait adressé une lettre à l'animateur pour s'excuser de son comportement lors du tournage.
Cette confrontation a été citée par Audrey Pulvar, le 22 janvier 2015 sur C8, lors d'un plateau auquel participait Samy Naceri au sujet de l'assassinat des caricaturistes de l'hebdomadaire Charlie Hebdo. L'acteur prend position publiquement à cette occasion et, tout en condamnant l'attentat du 7 janvier, dit que l'hebdomadaire n'avait pas à caricaturer le prophète.
En 2019, son attitude durant l'émission Kotbi Tonight sur Chada TV est remarquée. Alors que le chanteur Adil Miloudi déclare que « celui qui ne tabasse pas sa femme n’est pas un homme » et qu'« au Maroc, cela est normal, chacun peut faire ce qu’il veut de sa femme, la frapper, la tuer », la presse note que Samy Naceri adopte alors un comportement complice et amusé,.

## Affaires judiciaires
Après une première condamnation en 1984 pour braquage, Samy Naceri apparaît régulièrement depuis les années 2000 dans la chronique judiciaire pour divers délits qui le ramènent plusieurs fois en prison.
- En octobre 2002, pour injures[35],[36],[37],[38].
- En 2003, pour voies de fait[39],[40],[41] commises en 2000[42].
- En 2006, pour outrages et injures racistes envers des policiers, il est condamné à six mois de prison ferme[43].
- En 2007, pour avoir menacé avec un couteau un vigile de boîte de nuit, il est condamné à neuf mois de prison, dont trois ferme[44].
- En 2007, il est condamné à dix mois de prison ferme pour « violences volontaires en récidive »[45] après avoir le 23 novembre 2005 défiguré à coups de cendrier — plus de 30 points de suture — un styliste de la marque Von Dutch, pour être, selon l'acteur, arrivé en retard à un rendez-vous dans un restaurant[46], ce qui l'empêchera de jouer le rôle principal dans la première version théâtrale en France d’Orange mécanique[47].
- En octobre 2008, pour avoir accidentellement renversé une policière avec une voiture qu’il conduisait sans permis, il est condamné à six mois de prison ferme et 7 500 euros d'amende[48].
- Le 11 janvier 2009, il est mis en examen pour « violences volontaires », après avoir, sous l'emprise de l'alcool, agressé au couteau et blessé au cou un proche de son ex-compagne à Paris[49]. Il déclare cependant, le 26 novembre 2009 sur le plateau du Grand Journal, que « c’est pas toujours [sa] faute ». Pour ces faits, le 30 mai 2011, il est à nouveau incarcéré, cette fois à la prison de Grasse, après s'être présenté à un commissariat dans le cadre de son contrôle judiciaire[50]. Le 23 juin, Naceri est interné d'urgence dans une unité psychiatrique de Nice[51] sur la demande de sa compagne, qui dénonce des mauvais traitements infligés en prison et ayant poussé l'acteur au suicide[52]. Il y demeure une quinzaine de jours, puis il est envoyé à l'hôpital de Fresnes où des soins lui sont prodigués. Puis, à sa demande pour rapprochement familial, il est transféré à la prison de la Santé. Il en sort le 21 mars 2012, muni d'un bracelet électronique pour quelques mois[53].
- Samy Naceri comparait le 15 mars 2011 à Paris devant la XVIe chambre correctionnelle pour « blessures volontaires » et « menaces de mort ». Le ministère public requiert cinq ans de prison, dont deux ferme, pour « blessures volontaires », « menaces de mort » et « harcèlement téléphonique ». Le 28 avril 2011, Il est condamné à 16 mois de prison ferme[54] ; une peine aménagée lui permet de ne pas retourner immédiatement en prison.
- Durant le festival de Cannes 2011, l'acteur s'illustre par un comportement particulièrement « agité ». Il devra comparaître en justice pour « outrage à agent et exhibitionnisme »[52].
- Le 12 septembre 2012, un chauffeur de taxi porte plainte contre Samy Naceri pour « exhibition sexuelle et injures ». Il aurait eu ce comportement après avoir été bloqué, pendant quelques minutes, dans une rue parisienne dans laquelle il circulait[55].
- Le 23 juin 2013, l'acteur est placé en garde à vue pour dégradations et violences volontaires[56].
- À quatre reprises en 2014, il est placé en garde à vue dans le cadre de violences conjugales[57],[58]. Il est cependant relaxé pour ces faits, en octobre 2014 puis le 14 septembre 2015[59],[60].
- Le 16 juin 2015, il est condamné à une amende de 1 500 euros pour consommation de stupéfiants[61].
- En mars 2017, il est condamné à une amende pour avoir cassé la vitre d'une voiture lors d'une rixe au cours de laquelle il a été pris à partie par des revendeurs de stupéfiants[62].
- En août 2018, impliqué dans une bagarre à Moscou, il livre sa version des faits, après avoir été présenté comme victime d'un traumatisme crânien[63].

## Filmographie

### Acteur

#### Années 1980
- 1989 : La Révolution française de Robert Enrico et Richard T. Heffron

#### Années 1990

##### Cinéma
- 1993 : Tombés du ciel de Philippe Lioret : un passager irrégulier libanais à la douane
- 1994 : Léon de Luc Besson : un membre encagoulé du SWAT
- 1994 : Frères : la roulette rouge d'Olivier Dahan : Samy
- 1995 : Coup de vice de Zak Fishman : Zeff
- 1995 : Raï de Thomas Gilou : Nordine
- 1996 : Love in Paris d'Anne Goursaud : dealer
- 1996 : Pourquoi partir de Bastien Duval et Bernadette Lafont (court-métrage) : Thierry
- 1996 : La Légende de Dede d'Antonio Olivares
- 1997 : Malik le Maudit de Youcef Hamidi : Mohamed
- 1997 : Bouge ! de Jérôme Cornuau : Zn
- 1997 : Sous les pieds des femmes de Rachida Krim : Mohammed
- 1997 : Autre chose à foutre qu'aimer de Carole Giacobbi : Manu
- 1998 : Qui Paiera Les Dégâts de Kader Ayd (court-métrage)
- 1998 : Taxi de Gérard Pirès : Daniel Morales
- 1998 : Cantique de la racaille de Vincent Ravalec : Joël
- 1999 : Un pur moment de rock'n roll de Manuel Boursinhac : Kamel
- 1999 : Une pour toutes de Claude Lelouch : Sam Morvan

##### Télévision
- 1994 : Nestor Burma (épisode Le cinquième procédé) : un malfrat
- 1995 : Double Peine de Thomas Gilou : Sammy
- 1997 : Maintenant ou jamais de Jérôme Foulon : Ahmed
- 1997 : PJ : Rachid (épisode 1 saison 1)
- 1998 : Mounir et Anita de Mabrouk El Mechri (court-métrage)
- 1998 : Petit Ben d'Ismaël Ferroukhi : Ben

#### Années 2000

##### Cinéma
- 2000 : Taxi 2 de Gérard Krawczyk : Daniel Morales
- 2000 : Là-bas... mon pays d'Alexandre Arcady : Issam
- 2001 : Le Petit Poucet, d'Olivier Dahan : Le soldat à la jambe de fer
- 2001 : Nid de guêpes de Florent Emilio-Siri : Nasser
- 2001 : La Repentie de Laetitia Masson : Karim
- 2001 : Féroce de Gilles de Maistre : Alain
- 2002 : La Mentale de Manuel Boursinhac : Yanis
- 2003 : Taxi 3 de Gérard Krawczyk : Daniel Morales
- 2003 : Le Monde de Nemo (voix française de la tortue marine Crush) d'Andrew Stanton
- 2004 : Bab el web de Merzak Allouache : Kamel
- 2006 : Indigènes de Rachid Bouchareb : Yassir
- 2007 : Taxi 4 de Gérard Krawczyk : Daniel Morales
- 2008 : Des poupées et des anges de Nora Hamdi : le père

##### Télévision
- 2000 : Fort Boyard : candidat
- 2001 : L'Aîné des Ferchaux de Bernard Stora : Mike Baudet
- 2004 : Seconde Chance de Miguel Courtois : Théo

#### Années 2010

##### Cinéma
- 2013 : Tip Top de Serge Bozon : Gérald
- 2013 : Voyage sans retour de François Gérard : Inspecteur Jos
- 2015 : À votre service (série TV) de Florian Hessique : Franck Bouture
- 2015 : Heliopsis de Sandra Kobanovitch (court-métrage) : Elie
- 2016 : La Pièce de Lamine Diakité : le prof [64]
- 2017 : Alibi.com de Philippe Lacheau : le chauffeur de taxi (scène coupée)
- 2018 : Identités de Samuel Thivierge : Roger

##### Télévision
- 2019 : Olivia (série télévisée) de Thierry Binisti et Octave Raspail (1 épisode) : Farid Reza

#### Années 2020

##### Cinéma
- 2021 : Redemption Day de Hicham Hajji : Jaafar El Hadi
- 2021 : Les Méchants de Mouloud Achour et Dominique Baumard
- 2022 : L'Épée de Damoclès de Larbi Naceri

##### Télévision
- 2022 : Menace sur Kermadec de Bruno Garcia : Sauveur
- 2023 : Mémoires à vif de Julie Gali : Marwan
- 2024 : L'Incroyable Embouteillage 2 : Vive les mariés ! de David Charhon : Enzo

### Clips
▪︎  1995 : figurant dans le clip de Neg' Marrons, La monnaie B.O du film Raï (1995)
- 1997 : figurant dans le clip d'IAM, Nés sous la même étoile
- 2005 : figurant dans le clip de Puissance Nord, On lâchera pas le ghetto
- 2008 : figurant dans le clip de Tunisiano, Je porte plainte
- 2011 : figurant dans le clip de Kenza Farah, Sans jamais se plaindre
- 2013 : figurant dans le clip de Röya, Günahsız Günahım
- 2015 : figurant dans le clip de Niro, Goodkat
- 2016 : Une Seconde chance, court métrage musical extrait de son album Autre Regard.
- 2016 : Bloc de béton, extrait de la B.O du film La pièce
- 2023 : figurant au volant de son Taxi dans le clip d'Alkpote, Alk2000 de Adrien Pisler & Johann Pelichet

### Courts-métrages
- 2017 : Je voulais te dire de Jacques Samuel Cohen Bacry[65] : Jean
- 2018 : Résurrection de Sabine Crossen[66] : Eddy

## Théâtre
- 2015 : L'indien cherche le Bronx d'Israël Horovitz, mise en scène Oscar Sisto, Théâtre du Gymnase

## Publication
- Samy Naceri, Naceri rose, Naceri noir, Paris, Le Cherche Midi, 2010, 172 p. (ISBN 978-2-7491-1712-6)

## Distinctions
- Festival de Cannes 2006 : prix d'interprétation masculine pour Indigènes, conjointement avec Jamel Debbouze, Roschdy Zem, Sami Bouajila et Bernard Blancan[67]